# Скордисци
Скордисци (грч. Σκορδίσκοι) су били античко келтско племе које је живело на простору Паноније, Мезије и данашње Србије, у простору између река Саве, Драве и Дунава.
Подаци о њиховом постојању постоје од 3. века п. н. е. до почетка нове ере. У свом зениту, њихов утицај се простирао по регионима који данас представљају Аустрију, Хрватску, Мађарску, Србију, Словенију, Словачку и Босну и Херцеговину. Име њиховог племена може бити повезано са именом Скордус планине (Шар планина), предео између Илирије и Пеоније.

## Порекло
Постоје различита мишљења о етничкој припадности Скордиска. Неки сматрају да су пореклом Келти, Трачани или Илири или мешавина наведених.
Подаци о Скордисцима пронађени су у различитим историјским периодима у Илирији, Тракији и Дакији, понекад подељени у више група, као нпр. Скордици Старији и Скордици Млађи.
Андраш Мочи тврди да они нису настали као келтско племе сами се групишући, већ су били „креација келтске политике". Они су формирани након 278. п. н. е., као преживели народ након келтске инвазије на Грчку настањени у горенаведеном региону и за себе су говорили да су мала, још увек моћна, владајућа класа. Релативно брзо, они су се помешали са бројним супериорнијим нацијама, а келтско име племена је задржано, иако можда мало измењено, у складу са језиком који су говорили Илири. Са друге стране, према неким историјским подацима, насеља Скордика западно од реке Мораве су пала под Трчанску власт.
У Панонији, као и у северном делу Мезије су пронађени разни предмети који припадају Латенској култури, што потврђује постојање келтских насеља у овом пределу. Ипак, јужно од реке Саве је мало оваквих налазишта.

## Историја
Након 278. п. н. е. неко време о Скордисцима нема пуно података. Током зенита Македоније, Скордисци су преусмерили снаге на контролисање Паноније. Контролисали су различита племена у Панонији, узимали данак и били најмоћније племе у централном Балкану и изградили су тврђаве у Сингидунуму (данашњи Београд) и Таурунуму (данашњи Земун). Римска прва опсада Сиска, била је под контролом Келта који су контролисали Далмацију и северозападну Панонију. Ово у комбинацији са немирима који су настали након смрти Александра Великог, учинило је да Скордисци обрате пажњу на северозапад. Они су потчинили бројна племена у Мезији, укључујући Дарданце, неколико северозападних Трачанских племена и Пајонију. Од 141. п. н. е., Скордисци су константно били укључени у битке између Римске државе и Македоније, а на страни Македоније. Поражени су 135. п. н. е. у Трачкој. Ипак 118. п. н. е., према меморијалном натпису пронађеном близу града Солуна, Сект Помпеј је био побеђен борећи се против њих близу Стоби. 114. п. н. е. они су чак изненађујуће успели да победе војску Гаја Порција Катона у западним планинама Србије, али 107. п. н. е. бивају поражени. Ипак, они нису одустали од владавине Панонијом и помињу се да су учествовали у другој опсади Сисције 119. п. н. е..
Они су и даље, с времена на време, задавали проблеме римским управницима у Македонији, чију су територију нападали заједно са Медима и Дарданцима. У једном тренутку су стигли чак до Делфа и успели да опустуше храмове, али их је Луције Корнелије Сципион Азијаген 88. п. н. е. коначно поразио и отерао преко Дунава. После овога моћ Скордика нагло опада. Разлог за губитак моћи није био у Римском освајању, већ у политичкој ситуацији варварских племена која се развија на овим просторима. То се нарочито односи на племена у Панонији, која су постала моћнија и политички независна. Између 56. п. н. е. и 50. п. н. е., Скордисци су поражени од стране Буребисте, Дачанског владара.
Потпуно су уништени 15. п. н. е. од стране Тиберија, и падају под римску власт и постају римски плаћеници.
Други извори тврде да је Рим направио савез са Скордицима, који су живели у Сирмијуму и долини Дунава, током 15. п. н. е. за време освајања Алпа од стране Тиберија. Постоје тврдње да је овај савез био пресудан за римске победе у Панонији (15. п. н. е.) и касније над Бреуцима (12. п. н. е.). У доба принципата од дела Скордиска оформљена је перегрина заједница civitas Scordiscorum а етнички је Скордисцима могло припадати и становништво других заједница (нпр. Корнакати, Трикорнензи у Горњој Мезији).